# 卡尔奇
卡尔奇（義大利語：Calci），是意大利托斯卡纳大区比萨省的一个市镇。总面积25.16平方公里，人口6509人，人口密度258.7人/平方公里（2009年）。ISTAT代码为050003。